# 六条有栄
六条有栄（ろくじょう ありしげ、享保12年9月12日（1727年10月26日） - 天明7年6月9日（1787年7月23日））は、江戸時代中期の公卿。初名は六条忠貞。

## 官歴
- 寛保2年（1742年）：従五位上、侍従
- 延享2年（1745年）：右少将、正五位下
- 寛延元年（1748年）：従四位下
- 寛延3年（1750年）：讃岐介
- 宝暦元年（1751年）：従四位下、左中将
- 宝暦4年（1754年）：正四位下
- 宝暦7年（1757年）：従三位
- 宝暦8年（1758年）：参議、大歌別当
- 宝暦9年（1759年）：踏歌外弁
- 宝暦12年（1762年）：正三位
- 宝暦13年（1763年）：東照宮奉幣使、権中納言
- 明和3年（1766年）：従二位
- 安永3年（1775年）：正二位
- 天明5年（1785年）：権大納言

## 系譜
- 実父：六条有藤
- 兄・養父：六条有起
- 妻：山本実覩の娘
- 子：六条有庸
- 子：六条有家